# Aeroport de Vilankulo
L'aeroport de Vilankulo (codi IATA: VNX, codi OACI: FQVL) és un aeroport que serveix Vilankulo, a la província d'Inhambane a Moçambic.

## Modernització
El 2009 l'empresa xinesa Anhui Foreign Economic Construction Corporation va començar els treballs de construcció, renovació, ampliació i modernització de l'aeroport amb un cost estimat de 9 milions US $. El nou edifici terminal va ser inaugurat el 13 d'abril de 2011 pel president de Moçambic, Armando Guebuza. El nou aeroport internacional està climatitzat i farà possible l'accés i ús de les instal·lacions als avions més grossos. Des de l'ampliació la terminal té una capacitat de 200.000 passatgers, per sobre de la seva capacitat anterior de 75.000.

## Aerolínies i destinacions
| Aerolínies                 | Destinacions                             |
| -------------------------- | ---------------------------------------- |
| Airlink                    | Johannesburg-OR Tambo, Nelspruit         |
| LAM Aerolínies de Moçambic | Inhambane, Johannesburg-OR Tambo, Maputo |